# Joaquim Nunes Rocha
Joaquim Nunes Rocha (Tocantinópolis, 7 de junho de 1916 — Cuiabá, 20 de outubro de 2001) foi um advogado, promotor de justiça, farmacêutico, pecuarista e político brasileiro que foi deputado federal pelo Mato Grosso.

## Biografia
Filho de Francisco Ferreira Nunes e Maria André da Rocha. Advogado formado em 1969 pela Faculdade de Direito da Universidade Federal de Mato Grosso, foi promotor de justiça e antes de se graduar trabalhava como farmacêutico e pecuarista. Residente em Poxoréu foi eleito vereador em 1947 e prefeito da cidade em 1950 pela UDN, legenda onde foi eleito suplente de deputado estadual em 1962.
Vitorioso o Regime Militar de 1964 foi imposto no Brasil o bipartidarismo e com isso filiou-se à ARENA sendo eleito para a Assembleia Legislativa de Mato Grosso em 1966 e 1970 e deputado federal em 1974. Candidato a senador de Mato Grosso pela chapa B da ARENA 1978 foi derrotado e reposto como segundo suplente de Vicente Vuolo.
Procurador da Superintendência de Desenvolvimento do Centro-Oeste (SUDECO) durante o governo João Figueiredo (1979-1985) filiou-se ao PTB com a volta ao pluripartidarismo retornando depois ao Mato Grosso. Derrotado ao disputar a prefeitura de Poxoréu em 1988 e ao tentar uma vaga de deputado estadual em 1990, foi presidente do diretório municipal do PTB naquela cidade.
Pai do político Louremberg Ribeiro Nunes Rocha, outrora deputado federal e senador por Mato Grosso
Pai do também político Lindberg Ribeiro Nunes Rocha,prefeito do município de Poxoréo por vários mandatos.